# 大邱庄镇
大邱庄镇是中国天津市静海区下辖的一个镇。位于天津市西南30公里，全镇总面积40.5平方公里。

## 历史
1976年，大邱庄大队书记禹作敏带领农民办工厂从而走上了致富的道路。1993年4月，禹作敏被逮捕入狱，后被以窝藏、妨碍公务、行贿、非法拘禁和非法管制五项罪名判处20年有期徒刑。
1993年底大邱庄从村升格为镇。此时由于禹作敏被捕，其经济结构的深层次矛盾也逐渐暴露，大邱庄发展一度陷入困境。后通过进行一系列改革，大邱庄的发展逐步恢复，但在收入分配等方面仍存在较大问题。

## 行政区划
大邱庄镇下辖以下地区：
万全街村、津美街村、尧舜街村、津海街村、满井子村、王虎庄村、大屯村、庞家庄村、岳家庄村、白公坨村、崔家庄村、李八庄村、巨家庄村、东尚码头村、西尚码头村、前尚码头村、北尚码头村、官坑村、太平村、胡连庄村、五美城村、三间房村、刘家房子村、丁家房子村、邢家堼村、东房子村和天津大邱庄工业园社区。